# El Garxal
El Garxal és una zona humida que es troba a l'esquerra de la desembocadura actual de l'Ebre. La seva superfície és d'unes 280 hectàrees. Es tracta d'una llacuna molt poc profunda i en plena formació, amb un gran dinamisme. El seu origen és ben recent. Data de mitjans de segle xx, quan es va obrir l'actual gola durant un temporal substituint la fins aleshores gola Nord. El Garxal està format per petites illes en forma de mitja lluna que van canviant de forma segons la deposició de sediments que el riu aporta. La bassa o llacuna està envoltada per un ecosistema dunar molt ben conservat i fixat per la vegetació, principalment de tamarius (Tamarix canariensis). L'entrada d'aigua dolça es fa exclusivament pel riu, ja que no hi vessa cap canal de desguàs dels arrossars. L'intercanvi amb l'aigua de mar es produeix durant els temporals.
La vegetació riberenca està formada per canyissars, bogars i per jonqueres de jonc marí (Juncus maritimus). Pel que fa a les espècies psamòfiles destaquen el jull de platja (Elymus farctus farctus), el panical marí (Eryngium maritimum), el melgó marí (Medicago marina), etc. Són especialment interessants, però, els herbassars submergits (hàbitat d'interès comunitari, codi 3150), d'entre els quals es troben espècies com Potamogeton pectinatus, Myriophyllum spicatum, Ceratophyllum demersum i Potamogeton crispus. A l'espai s'hi localitzen diferents hàbitats d'interès comunitari. La llacuna per si mateixa ja és considerada hàbitat d'interès comunitari prioritari (codi 1150). D'altra banda, a la zona dunar es troben dunes movents embrionaries (codi 2110), dunes movents del cordó litoral amb borró (Ammophila arenaria) (codi 2120), dunes litorals fixades amb comunitats del Crucianellion maritimae (codi 2210) i plans costaners arenosos o llimosos, sovint recoberts de mantells microbians (codi 1140). Per acabar, la part sud de l'espai alberga prats i jonqueres halòfils mediterranis (Juncetalia maritimi) (codi 1410), matollars halòfils mediterranis i termoatlàntics (Sarcocornetea fruticosae) (codi 1420) i comunitats halòfiles dels sòls d'humitat molt fluctuant, considerades hàbitat d'interès comunitari prioritari (codi 1510).
Pel que fa a la fauna, l'espai destaca per les concentracions d'ocells a la primavera, especialment anàtids com els xibecs (Netta rufina), i xatracs com el xatrac becllarg (Sterna sandvicensis) i el xatrac comú (Hirundo sterna), així com de limícoles i làrids. Com a zona de nidifcació és important per a l'agró roig (Ardea purpurea), el martinet menut (Ixobrychus minutus), el fumarell carablanc (Chlidonias hybrida), el xatrac menut (Sterna albifrons), el cames-llargues (Himantopus himantopus) i el corriol camanegre (Charadrius alexandrinus). Durant els passos migradors els limícoles més abundants són la gamba verda (Tringa nebularia), el pigre gris (Pluvialis squatarola) i el territ variant (Calidris alpina). Destacar també la presència en aquest espai del fartet (Aphanius iberus).
Aquesta zona es ressent de la proximitat a la urbanització Riumar i del càmping. Durant l'època de nidificació no sempre són respectades les limitacions d'accés, perdent-se sovint algunes postes. Dins la llacuna hi ha una Àrea de caça controlada, de gestió pública, i un Refugi de fauna salvatge. L'espai, com altres punts del delta, és gestionat al marc del Parc Natural del Delta de l'Ebre i presenta diversos equipaments que faciliten la seva visita. Hom pot trobar un aguait, un mirador i diversos itineraris amb rètols informatius per conèixer millor la zona.
La major part del Garxal forma part del Parc Natural del Delta de l'Ebre (mancarien les parcel·les al sud, fora de l'àmbit dunar i llacunar). En canvi, la totalitat de la zona humida s'inclou dins l'espai del PEIN "Delta de l'Ebre" i de la Xarxa Natura 2000 ES0000020 "Delta de l'Ebre".